# 敷島 (戦艦)
敷島（しきしま）は、大日本帝国海軍の戦艦。
敷島型戦艦の1番艦でもある。
艦名は日本全体の美称の一つにちなむ。

## 概要
1896年（明治29年）の第10議会で可決した第二期拡張計画により建造された戦艦4隻（敷島、朝日、初瀬、三笠）の第1艦。イギリス・ロンドンのテムズ鉄工造船所で建造された。
日露戦争では主力艦として旅順口攻撃、旅順港閉塞作戦、黄海海戦、日本海海戦と主な作戦に参加した。
旧式化により、1921年（大正10年）9月1日附で海防艦に類別変更される。第一次世界大戦後のワシントン軍縮会議により兵装、装甲の全てを撤去。練習特務艦となり佐世保港に繋留、使用されていた。太平洋戦争終戦時は推進器が撤去され佐世保海兵団所属の練習艦として相ノ浦に無傷で繋留されていた。1947年に佐世保で解体された。

## 艦歴
1897年（明治30年）、日本海軍はイギリスで建造予定の第一甲鉄戦艦の艦名について敷島または白根を検討していた。
同年3月26日、第一甲鉄戦艦は敷島と命名される。
3月29日、敷島はイギリスのテームズ鉄工所で起工された。
1898年（明治31年）3月21日、日本海軍は海軍軍艦及び水雷艇類別標準を制定し、1万トン以上の戦艦を一等戦艦と定義。該当する4隻（富士、八島、朝日、敷島）が一等戦艦に類別された。
同年11月1日、進水。
1900年（明治33年）1月26日、竣工。1月27日、日本に向け回航。4月17日、呉に到着。
4月30日、神戸港沖合で観艦式がおこなれ、明治天皇は本来の御召艦「浅間」から「敷島」に一時移乗した。
1904年（明治37年）、第一艦隊第一戦隊所属で日露戦争に参加。2月9日から旅順口攻撃、旅順港閉塞作戦に参加。
5月15日、第一戦隊司令官梨羽時起少将（旗艦初瀬）の指揮下艦艇（初瀬、敷島、八島、笠置、龍田等）は旅順港外の老鉄山沖を行動中、初瀬と八島がロシア海軍の機雷に触雷して沈没した。敷島は戦場を離脱した。
8月10日、黄海海戦に参加。
1905年（明治38年）5月27日、28日、敷島は姉妹艦（三笠、朝日）等と日本海海戦に参加。
1909年（明治42年）5月29日、明治天皇皇太子（大正天皇）と妃が横須賀軍港に行啓する。皇太子夫妻は逸見波止場から敷島に乗艦した。斎藤實海軍大臣、軍令部長東郷平八郎大将、第一艦隊司令長官伊集院五郎中将が同行した。敷島は観音崎方面に出動し、皇太子は敷島艦内や訓練を視察する。同行艦は、軍艦日進と第3駆逐隊（春雨、皐月、文月）であった。同日夕刻、皇太子夫妻は退艦して皇居にもどった。
1920年（大正9年）の 尼港事件では、沿海州沿岸警備に従事する。
1921年（大正10年）9月1日、日露戦争時の主力艦艇は海防艦に類別され、敷島も一等海防艦となった。
1923年（大正12年）4月1日、3隻（敷島、朝日、須磨）は軍艦籍より除籍。
艦艇類別等級表からも削除。2隻（敷島、朝日）は練習特務艦に類別される。武装も除去された。
1925年（大正14年）から佐世保に定繋された。
1945年（昭和20年）11月20日、除籍。

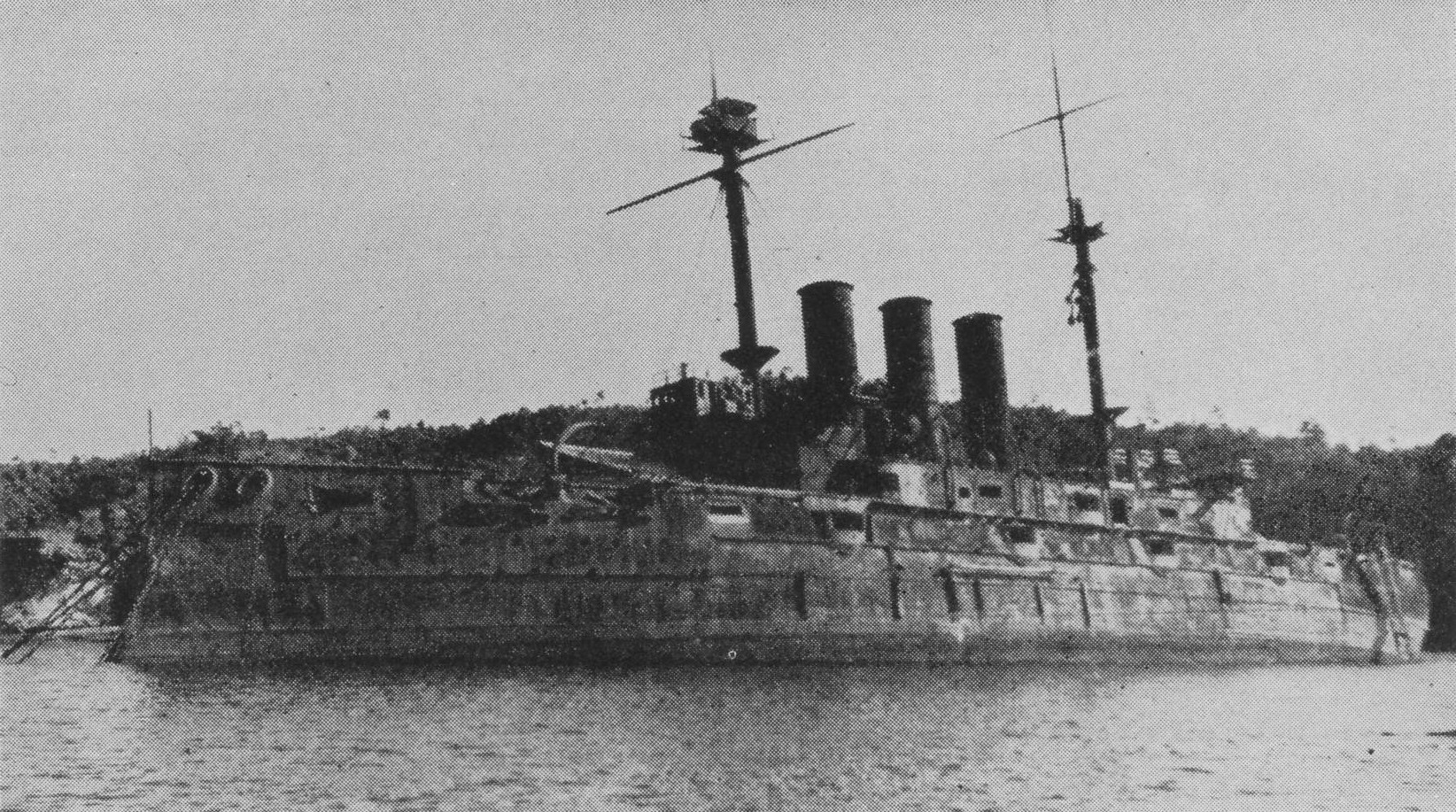
昭和21年末、佐世保恵比須湾に繋留放置された練習特務艦敷島―本艦は日露戦争の主力戦艦の後身である。大正14年に練習特務艦となり、戦争直前から相浦湾海兵団のある入江に繋留して、佐世保鎮守府管下の新兵の実習訓練に使用された。戦後ながらく放置されたため、浸水により写真のように傾斜を生じた。その後1947年（昭和22年）4月から1948年（昭和23年）1月に解体された。

1947年（昭和22年）、佐世保船舶工業（旧佐世保海軍工廠）で解体された。

## 年表
- 1897年3月29日 - 起工。
- 1898年11月1日 - 進水。
- 1900年1月26日 - 竣工。
- 1921年9月1日 - 海防艦に類別変更[10]。
- 1923年4月1日 - 特務艦に類別変更[32][11]。
- 1945年11月20日 - 除籍。
- 1947年 - 解体。

## 艦長
※『日本海軍史』第9巻・第10巻の「将官履歴」及び『官報』に基づく。

### 回航委員長
- 三善克己 大佐：1898年11月2日 - 1899年7月25日

### 艦長
- 三善克己 大佐：1899年7月25日 - 1900年5月20日
- 向山慎吉 大佐：1900年5月20日 - 1900年12月6日
- 伊東義五郎 大佐：1900年12月6日 - 1901年7月6日
- 富岡定恭 大佐：1901年7月6日 - 1903年4月12日
- 中溝徳太郎 大佐：1903年4月12日 - 1903年7月7日
- 寺垣猪三 大佐：1903年7月7日 - 1905年6月14日
- 吉松茂太郎 大佐：1905年6月14日 - 1905年11月2日
- 梶川良吉 大佐：1905年11月2日 - 1906年2月2日
- 上原伸次郎 大佐：1906年4月7日 - 1906年11月22日
- 和田賢助 大佐：1906年11月22日 - 1907年8月5日
- 森義太郎 大佐：1907年8月5日 - 1908年4月7日
- 黒井悌次郎 大佐：1908年8月28日 - 1909年12月1日
- 依田光二 大佐：1909年12月1日 - 1910年12月1日
- 西垣富太 大佐：1910年12月1日 - 1911年12月1日
- 鈴木貫太郎 大佐：1911年12月1日 - 1912年9月12日
- 竹下勇 大佐：1912年9月12日 - 1912年12月1日
- 田所広海 大佐：1912年12月1日 - 1914年5月29日
- 原篤慶 大佐：1914年5月29日 -
- 久保来復 大佐：1914年8月23日 - 1914年12月1日
- 大島正毅 大佐：1914年12月1日 - 1915年7月17日
- 菅野勇七 大佐：1915年7月17日 - 1916年4月1日
- 吉田孟子 大佐：1916年4月1日 - 1916年12月1日
- 犬塚助次郎 大佐：1916年12月1日 - 1917年12月1日
- 大谷幸四郎 大佐：1917年12月1日 - 1918年11月10日
- 石川秀三郎 大佐：1918年12月1日 - 1919年6月10日
- （兼）匝瑳胤次 大佐：1919年6月10日 - 1919年7月1日
- 原田正作 大佐：1919年7月1日 - 1919年8月5日
- 飯田延太郎 大佐：1919年8月5日 - 1919年11月20日
- 橋本虎六 大佐：1919年11月20日[33] - 1920年1月27日死去[34]
- 黒瀬清一 大佐：1920年2月2日 - 1920年11月20日
- 角田貫三 大佐：1920年11月20日 - 1921年11月20日[35]
- 有沢四十九郎 大佐：1921年11月20日[35] - 1922年11月10日[36]
- 黒田瀧二郎 大佐：1922年11月10日[36] - 1923年4月1日[37]

### 特務艦長
- 黒田瀧二郎 大佐：1923年4月1日[37] - 1923年5月10日[38]
- 江口金馬 大佐：1923年5月10日 - 1923年12月1日
- （兼）大寺量吉 大佐：1923年12月1日 - 1924年2月5日
- 内藤省一 大佐：1924年2月5日[39] - 1925年2月2日[40]
- 辺見辰彦 中佐：1925年2月2日[40] - 1925年11月10日[41]
- 石井二郎 中佐：1925年11月10日[41] - 1926年8月20日[42]
- 中村寛 中佐：1926年8月20日[42] - 1927年11月1日[43]
- 長井実養 中佐：1927年11月1日[43] - 1929年11月30日[44]
- 小沢松三 中佐：1929年11月30日[44] - 1930年11月15日[45]
- 佐藤文吉 中佐：1930年11月15日[45] - 1931年11月2日[46]
- 石橋三郎 中佐：1931年11月2日[46] - 1932年2月1日[47]
- （兼）三井清三郎 大佐：1932年2月1日 - 1932年12月1日
- 石黒虎雄 中佐：1932年12月1日 - 1933年11月15日
- 千葉慶蔵 大佐：1933年11月15日 - 1934年2月20日
- 堀江亥之吉 大佐：1934年2月20日[48] - 1934年11月15日[49]
- 大塚敏雄 中佐：1934年11月15日[49] - 1935年11月15日[50]
- 竹内武直 中佐：1935年11月15日[50] - 1936年4月21日[51]
- 大野善隆 中佐：1936年4月21日[51] - 1936年12月1日[52]
- 河原金之輔 中佐：1936年12月1日[52] - 1937年6月15日[53]
- （兼）河原金之輔 中佐：1937年6月15日[53] - 1937年7月1日[54]